# مریم لورتو
نقاشی مریم از لورتو (به فرانسوی: Madonna of Loreto) در دوران بالای رونسانس به دست رافائل نقاشی ایتالیایی در بین سال‌های ۱۵۰۸ تا ۱۵۰۹ کشیده شده‌است و هم‌اکنون در موزه کندی در شهر شانتی فرانسه قرار دارد.
برای قرن‌ها این نقاشی و پرترهای از پاپ ژولیوس دوم در کنار هم در کلیسای سانتا ماریا دل‌پوپولو بوده و سپس به مجموعه‌های خصوصی تحویل داده شده بود و سال‌ها نیز محل آن ناشناخته بوده‌است.